# トーゴにおける死刑

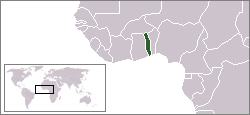
トーゴの位置

トーゴにおける死刑（トーゴにおけるしけい）の項目では、トーゴにおける死刑について記述する。

## 概要
トーゴにおいて最も近年に行われた死刑の執行は1978年である。2009年に死刑制度廃止案が国民議会において満場一致で可決された。この時点で少なくとも6人の死刑囚が国内にいたとされる。アムネスティ・インターナショナルによれば、この廃止決定によってアフリカ連合で15番目の、そして世界で94番目の死刑廃止国家になったとされる。